# Josie
Pour l’article homonyme, voir Josie (chanson de Steely Dan).
Singles de Blink-182
Dick Lips
(1998) What's My Age Again?
(1999)
Pistes de Dude Ranch
Emo
(10) A New Hope
(12)
Josie est une chanson du groupe Blink-182 qui apparaît sur l'album Dude Ranch. Sa version single est sortie le 17 novembre 1998. La chanson a été écrite par le bassiste Mark Hoppus qui imagine sa petite amie idéale.

## Liste des pistes
| Josie | Josie                         | Josie     | Josie | Josie | Josie | Josie | Josie | Josie | Josie |
| No    | Titre                         | Auteur    | Durée |       |       |       |       |       |       |
| ----- | ----------------------------- | --------- | ----- | ----- | ----- | ----- | ----- | ----- | ----- |
| 1.    | Josie                         | Blink-182 | 3:19  |       |       |       |       |       |       |
| 2.    | Wasting Time                  | Blink-182 | 2:49  |       |       |       |       |       |       |
| 3.    | Carousel                      | Blink-182 | 3.14  |       |       |       |       |       |       |
| 4.    | I Won't Be Home for Christmas | Blink-182 | 3.04  |       |       |       |       |       |       |
| 12:26 |                               |           |       |       |       |       |       |       |       |

## Clip
Le clip montre le groupe dans un lycée. On peut voir alternativement le groupe jouer dans les toilettes du lycée et des scènes humoristiques dans lesquelles Mark Hoppus tente de séduire une fille incarnée par l'actrice Alyssa Milano.

## Collaborateurs
- Mark Hoppus — Chant, Basse
- Tom DeLonge — Chant, Guitare
- Scott Raynor — Batterie